# کریل لازاروف
کریل لازاروف (مقدونی: Кирил Лазаров؛ زادهٔ ۱۰ مهٔ ۱۹۸۰) بازیکن هندبال اهل مقدونیه شمالی است که برای تیم HBC نانت و تیم ملی مقدونیه شمالی بازی کرده که کاپیتان و مربی آن نیز هست. لازاروف رکورددار بیشترین گل زده در یک دوره مسابقات قهرمانی هندبال مردان جهان است.